# Cambridgeshire
Cambridgeshire (förkortat Cambs) är ett ceremoniellt och administrativt grevskap i Östra England som gränsar till Lincolnshire i norr, Norfolk i nordost, Suffolk i öster, Essex och Hertfordshire i söder, samt Bedfordshire och Northamptonshire i väster. I Cambridgeshire ligger större delen av Silicon Fen. Huvudort är Cambridge, grevskapsblomma backsippan.
Det administrativa grevskapet omfattar inte enhetskommunen  Peterborough som varit en egen kommun sedan 1998.
Det historiska grevskapet Huntingdonshire fungerar numera som ett distrikt i Cambridgeshire. Även området runt Ely, Isle of Ely, i norr var historiskt delvis fristående från egentliga Cambridgeshire. I Cambridgeshire ligger även flygbasen Alconbury Royal Air Force Base, 5,5 kilometer nordväst om staden Huntingdon.
Bland människor från området återfinns lordprotektor Oliver Cromwell, premiärminister John Major (som också var parlamentsledamot för Huntingdonshire) och Rolls-Royces medgrundare Henry Royce, alla från Huntingdonshire. Banden Pink Floyd och Black Country, New Road kommer också från Cambridgeshire.

## Geografi

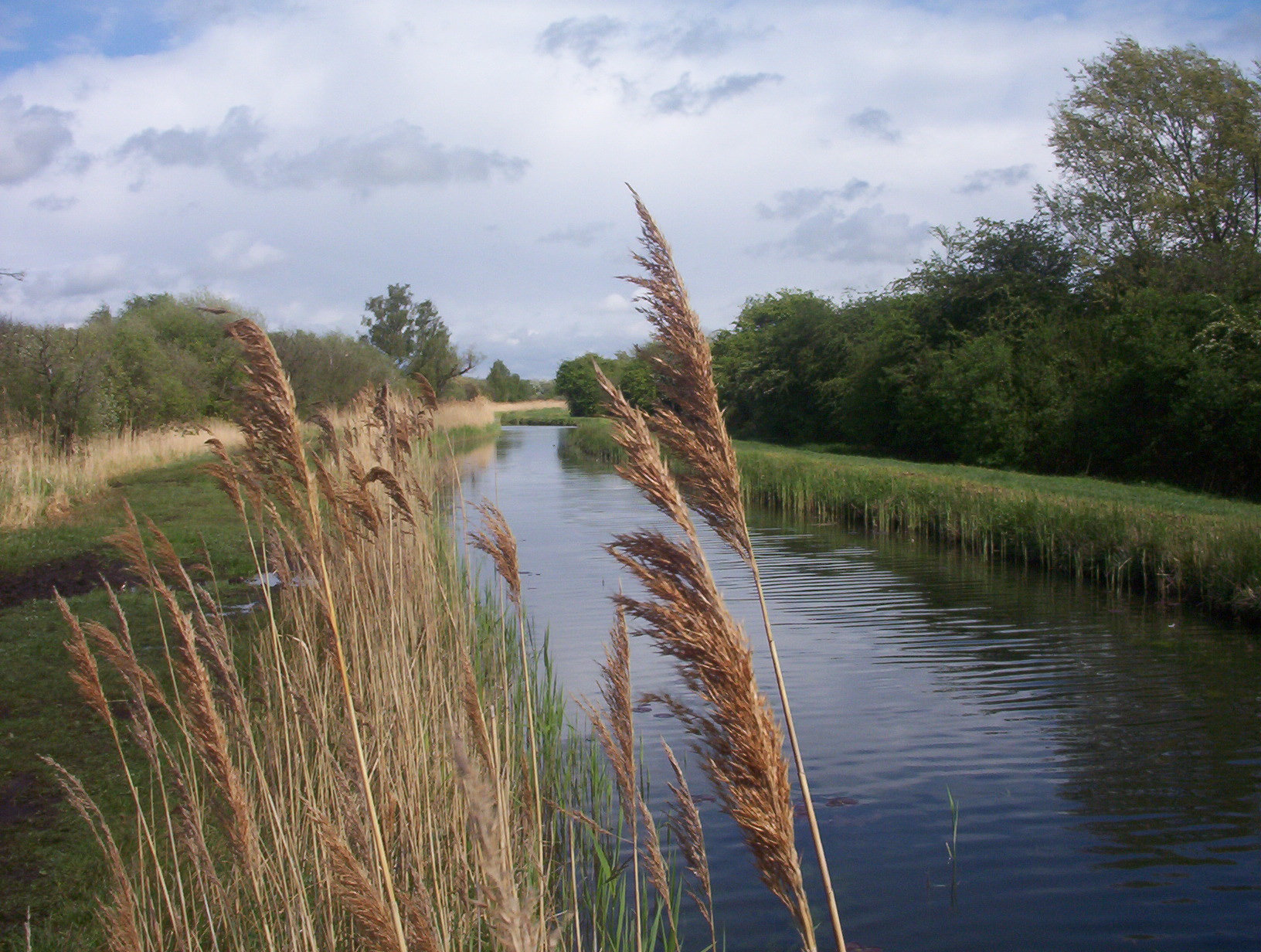
Stora delar av Cambridgeshire utgörs av låglänt våtmark, som utdikats genom århundradena för jordbrukets skull. Dessa så kallade "fens" är ett karaktäristiskt inslag i landskapet. Här ses Wicken Fen.

Stora delar av grevskapet är mycket låglänta. The Fens i norr utgörs av till stora delar dränerade våtmarker nära eller under havsnivån. Grevskapets högsta punkt är byn Great Chishill, 146 m ö.h. Större floder är Nene och Great Ouse, samt den senares biflod Cam.

## Historia
Området som idag är Cambridgeshire befolkades av angler under 500-talet, som följde floderna upp genom The Fens. De delade upp landet i tre delar, motsvarande dagens Huntingdonshire (i väster), Isle of Ely (i nordost) och egentliga Cambridgeshire (i söder). Delarna hade en gemensam sheriff, som kom från Isle of Ely ett år, Huntingdonshire nästa och egentliga Cambridgeshire det tredje.
Området invaderades upprepade gånger av daner under vikingatiden och var periodvis en del av Danelagen. Det första omnämnandet av Cambridgeshire i skrift, i den anglosaxiska krönikan, beskriver invånarnas motstånd mot invasionen 1010.

### Liberty of Ely
Ely hade sedan slutet av 600-talet spelat en betydande roll för kristendomen i England, när drottning Etheldreda lät grunda ett kloster där. I början av 1100-talet övertalas påven att dela upp det stora Lincolns stift, och år 1109 blir katedralen i Ely biskopssäte för biskopen av Ely. 
Samtidigt blir det synligt att Isle of Ely är avskilt från övriga Cambridgeshire. Området är direkt underställt biskopen av Ely, genom det så kallade Liberty of Ely. Biskopen utgjorde kronans representant i området, utnämnde domare och ansvarade för skatteuppbörden. Biskopens makt minskades vid flera tillfällen, bland annat av Henrik VIII. Biskopens särställning i området upphörde dock först 1837, och Isle of Ely återförenades inte helt och hållet med Cambridgeshire förrän 1965.
Under 1200-talet grundades också universitetet i Cambridge, det första colleget är Peterhouse som grundläggs av biskop Hugh de Balsham år 1284. 

### Cambridgeshire under de olika inbördeskrigen
Under första halvan av 1100-talet rasade ett inbördeskrig – ofta kallat The Anarchy – mellan de två tronpretendenterna Stefan av Blois och Matilda. Biskop Nigellus och Geoffrey de Mandeville höll grevskapet för Matildas räkning. På 1200-talet, under första baronkriget, hölls Cambridge inledningsvis av Johan utan land, men det föll snart till baronerna. Under andra baronkriget togs Isle of Ely av Simon de Montforts trupper 1266, men föll 1267 till prins Edvard.
Grevskapet stödde 1500-talets reformation och införande av Engelska kyrkan. Även om biskop Thomas Thirlby motsatte sig förändringarna lät han ändå genomföra dem. Under Engelska inbördeskriget tillhörde området i huvudsak parlamentssidan. Lordprotektorn Oliver Cromwell hade rötter i området. Universitetet stödde dock Karl I ekonomiskt.

### Modern historia
Stora våtmarker odlades upp under 1600-talet genom att The Fens dränerades. Dräneringen fullbordades av nederländaren Cornelius Vermuyden runt 1652.
När landsting (county councils) infördes i England 1889 upprättades fyra landsting i det som idag är Cambridgeshire. Soke of Peterborough i nordväst, som ännu räknades till Northamptonshire i ceremoniella sammanhang, fick ändå ett eget landsting, likaså Isle of Ely. Huntingdonshire, som var ett helt eget grevskap, fick också ett eget landsting. Cambridgeshires landsting täckte det som idag är distrikten Cambridge, South Cambridgeshire och delar av East Cambridgeshire.
1965 slogs Cambridgeshire och Isle of Ely ihop till grevskapet Cambridgeshire and the Isle of Ely. Samma år slogs Soke of Peterborough ihop med Huntingdonshire och bildade Huntingdon and Peterborough. Dessa två enheter slogs sedan ihop till det nya Cambridgeshire 1974. 1998 avskildes Peterborough återigen, den här gången som en enhetskommun (unitary authority) i Cambridgeshire.

## Politik
Cambridgeshire hade tre ledamöter i Englands parlament 1290, och har idag (inklusive Peterborough) sju ledamöter i Storbritanniens parlament.

## Administrativ indelning
Det administrativa grevskapet Cambridgeshire omfattar hela det ceremoniella grevskapet Cambridgeshire med undantag för det område som administreras av enhetskommunen City of Peterborough.  Det är indelat i fem distrikt. 

Distrikten i Cambridgeshire
1: City of Peterborough
2-6: Se tabellen med distrikt

| Nr | Distrikt             | Huvudort   | Största ort | Befolkning 2020 | Yta km² |
| -- | -------------------- | ---------- | ----------- | --------------- | ------- |
| 6  | City of Cambridge    | Cambridge  | Cambridge   | 125 063         | 41      |
| 4  | East Cambridgeshire  | Ely        | Ely         | 80 172          | 651     |
| 2  | Fenland              | March      | Wisbech     | 102 080         | 546     |
| 3  | Huntingdonshire      | Huntingdon | Saint Neots | 178 985         | 906     |
| 5  | South Cambridgeshire | Cambourne  | Cambourne   | 160 904         | 901     |
| 1. |                      |            |             |                 |         |